# Malloulech
Malloulech este un oraș în Guvernoratul Mahdia, Tunisia.